# Julie Fowlis
Julie Fowlis est une chanteuse écossaise originaire de North Uist dans les Hébrides extérieures. Elle naît en 1978 et se consacre principalement à la musique folk en chantant notamment en gaélique écossais.

## Discographie

### Carrière solo

#### Albums
- 2005 : Mar a tha mo chridhe
- 2007 : Cuilidh
- 2008 : Dual (avec Éamonn Doorley, Muireann Nic Amhlaoibh et Ross Martin)
- 2009 : Uam
- 2011 : Live at Perthshire Amber
- 2014 : Gach Sgeul - Every Story
- 2017 : Alterum
- 2018 : Allt
- 2021 : Source to Sea (EP)
- 2024 : Allt Vol. II: Cuimhne

#### Singles
- 2007 : Turas san Lochmor
- 2008 : Hùg Air A' Bhonaid Mhòir
- 2008 : Lon Dubh / Blackbird

### Collaborations

#### Brolum
- 2000 : 7:11

#### Autres
- 2018 : Oran Fir Ghriminis, sur l'album Air Fàir An Là de Niteworks